# Dichrogaster heteropus
Dichrogaster heteropus är en stekelart som först beskrevs av Thomson 1896.  Dichrogaster heteropus ingår i släktet Dichrogaster och familjen brokparasitsteklar. Arten är reproducerande i Sverige. Inga underarter finns listade i Catalogue of Life.